# Новостроево (Правдинский район)
Новостроево — посёлок в Правдинском районе Калининградской области. Входит в состав Железнодорожного городского поселения.

## Население
| 2002 | 2010 |
| ---- | ---- |
| 616  | ↘500 |

## История
Населенный пункт Вальдхее в 1946 году был переименован в поселок Новостроево.